# Jean-Charles Orso
Pour les articles homonymes, voir Orso.
Jean-Charles Orso, né le 6 janvier 1958 à Cannes (Alpes-Maritimes), est un joueur de rugby à XV français. Il a joué avec l'équipe de France et évoluait aux postes de troisième ligne centre ou deuxième ligne (1,90 m pour 105 kg).

## Carrière

### En club
- Auribeau-sur-Siagne
- RRC Nice
- 1986-1989 : RC Toulon
- 1989-1990 : RRC Nice

### En équipe nationale
- Il a disputé son premier match avec l'équipe de France le 14 novembre 1982 contre l'équipe d'Argentine[1] et son dernier le 20 février 1988 contre l'équipe d'Irlande[2].

### Avec les Barbarians
Le 23 novembre 1983, il est invité pour la première fois avec les Barbarians français pour jouer contre l'Australie à Toulon. Les Baa-Baas s'inclinent 21 à 23. L'année suivante, il joue de nouveau avec les Barbarians français, le 1er septembre 1984, contre les Harlequins au Stade de Twickenham (Les Baa-Baas l'emportent 42 à 20) puis, le 1er novembre 1984, contre une équipe du Bataillon de Joinville à Grenoble (Les Baa-Baas l'emportent 44 à 22).
Le 22 octobre 1985, il joue son dernier match avec les Barbarians français contre le Japon à Cognac. Les Baa-Baas l'emportent 45 à 4.

## Palmarès

### En club
- Championnat de France de première division :
  - Champion (1) : 1987 avec Toulon
  - Vice-champion (2) : 1983 avec Nice et 1989 avec Toulon
- Challenge Yves du Manoir :
  - Vainqueur (1) : 1985 avec Nice

### En équipe nationale
- 11 sélections en équipe de France entre 1982 et 1988
- Sélections par année : 2 en 1982, 3 en 1983, 3 en 1984, 2 en 1985, 1 en 1988
- Tournois des Cinq Nations disputés : 1983, 1984, 1985, 1988
- Vainqueur du tournoi des cinq nations : 1983, 1988
- 4 fois Barbarians français